# Юношеская лига УЕФА 2018/2019
Юношеская лига УЕФА 2018/2019 — шестой розыгрыш Юношеской лиги УЕФА, клубного футбольного турнира среди юношеских команд европейских клубов, проводимого УЕФА.

## Путь Лиги чемпионов УЕФА
В Пути Лиги чемпионов УЕФА 32 команды были поделены на восемь групп по четыре команды. Для них не проводилось отдельной жеребьёвки, состав групп соответствует жеребьёвке группового этапа Лиги чемпионов УЕФА 2018/2019.
В каждой группе команды играют друг против друга дома и в гостях по круговой системе. Игровыми днями являются 18-19 сентября, 2-3 октября, 23-24 октября, 6-7 ноября, 27-28 ноября и 11-12 декабря 2017. Восемь победителей групп попадают в 1/8 финала, а восемь команд, занявших вторые места в группах, попадают в стыковые матчи, где к ним присоединятся восемь победителей второго раунда Пути национальных чемпионов.
| Определение положения команд в случае равенства набранных очков |
| --- |
| Положение команд определяется по количеству набранных очков (3 очка за победу, 1 очко за ничью, 0 очков за поражение). В случае, если две или более команд имеют равное количество очков по завершении групповых матчей, для определения положения команд применяются следующие критерии в данном порядке: 1. большее количество очков в матчах между рассматриваемыми командами; 2. лучшая разница забитых и пропущенных голов в матчах между рассматриваемыми командами; 3. большее количество голов, забитых в матчах между рассматриваемыми командами; 4. большее количество голов, забитых на чужом поле, в матчах между рассматриваемыми командами; 5. в случае, если после применения критериев с 1 по 4 команды всё ещё имеют одинаковое положение, критерии с 1 по 4 применяются снова исключительно к матчам между рассматриваемыми командами для определения их окончательного положения. В случае, если эта процедура не приводит к решению, применяются критерии с 6 по 12; 6. лучшая разница забитых и пропущенных голов во всех групповых матчах; 7. большее количество голов, забитых во всех групповых матчах; 8. большее количество голов, забитых на чужом поле, во всех групповых матчах; 9. большее количество побед во всех групповых матчах; 10. большее количество побед на чужом поле во всех групповых матчах; 11. меньшее общее количество дисциплинарных очков, основанных только на количестве жёлтых и красных карточек, полученных во всех групповых матчах (3 очка за красную карточку, 1 очко за жёлтую карточку, 3 очка за удаление после двух жёлтых карточек в одном матче); 12. жребий. |

| Условные цветовые обозначения в таблицах групп                       |
| -------------------------------------------------------------------- |
| Победители групп попадают в 1/8 финала.                              |
| Команды, занявшие вторые места в группах, попадают в стыковые матчи. |

### Группа A
| Команда           | И | В | Н | П | ГЗ | ГП | РГ | О  |
| ----------------- | - | - | - | - | -- | -- | -- | -- |
| Атлетико Мадрид   | 6 | 4 | 0 | 2 | 15 | 8  | +7 | 12 |
| Монако            | 6 | 3 | 1 | 2 | 9  | 9  | 0  | 10 |
| Брюгге            | 6 | 2 | 1 | 3 | 10 | 11 | -1 | 7  |
| Боруссия Дортмунд | 6 | 1 | 2 | 3 | 7  | 13 | -6 | 5  |

### Группа B
| Команда           | И | В | Н | П | ГЗ | ГП | РГ | О  |
| ----------------- | - | - | - | - | -- | -- | -- | -- |
| Барселона         | 6 | 3 | 2 | 1 | 8  | 6  | +2 | 11 |
| Тоттенхэм Хотспур | 6 | 2 | 3 | 1 | 10 | 8  | +2 | 9  |
| Интернационале    | 6 | 2 | 1 | 3 | 10 | 9  | +1 | 7  |
| ПСВ               | 6 | 1 | 2 | 3 | 6  | 11 | -5 | 5  |

### Группа C
| Команда         | И | В | Н | П | ГЗ | ГП | РГ  | О  |
| --------------- | - | - | - | - | -- | -- | --- | -- |
| Ливерпуль       | 6 | 4 | 1 | 1 | 17 | 7  | +10 | 13 |
| Пари Сен-Жермен | 6 | 4 | 1 | 1 | 13 | 10 | +3  | 13 |
| Наполи          | 6 | 1 | 3 | 2 | 9  | 15 | -6  | 6  |
| Црвена Звезда   | 6 | 0 | 1 | 5 | 6  | 13 | -7  | 1  |

### Группа D
| Команда     | И | В | Н | П | ГЗ | ГП | РГ  | О  |
| ----------- | - | - | - | - | -- | -- | --- | -- |
| Локомотив   | 6 | 5 | 1 | 0 | 15 | 5  | +10 | 16 |
| Порту       | 6 | 4 | 1 | 1 | 13 | 5  | +8  | 13 |
| Галатасарай | 6 | 3 | 1 | 2 | 8  | 6  | +2  | 10 |
| Шальке 04   | 6 | 0 | 1 | 5 | 2  | 15 | -13 | 1  |

### Группа E
| Команда | И | В | Н | П | ГЗ | ГП | РГ  | О  |
| ------- | - | - | - | - | -- | -- | --- | -- |
| Аякс    | 6 | 3 | 2 | 1 | 23 | 8  | +15 | 11 |
| Бенфика | 6 | 3 | 2 | 1 | 14 | 9  | +5  | 11 |
| Бавария | 6 | 3 | 2 | 1 | 12 | 8  | +4  | 11 |
| АЕК     | 6 | 0 | 0 | 6 | 2  | 26 | -24 | 0  |

### Группа F
| Команда        | И | В | Н | П | ГЗ | ГП | РГ | О  |
| -------------- | - | - | - | - | -- | -- | -- | -- |
| Хоффенхайм     | 6 | 3 | 2 | 1 | 15 | 10 | +5 | 11 |
| Олимпик Лион   | 6 | 3 | 2 | 1 | 13 | 8  | +5 | 11 |
| Манчестер Сити | 6 | 2 | 1 | 3 | 10 | 14 | -4 | 7  |
| Шахтёр         | 6 | 0 | 3 | 3 | 5  | 11 | -6 | 3  |

### Группа G
| Команда          | И | В | Н | П | ГЗ | ГП | РГ  | О  |
| ---------------- | - | - | - | - | -- | -- | --- | -- |
| Реал Мадрид      | 6 | 6 | 0 | 0 | 20 | 7  | +13 | 18 |
| Рома             | 6 | 3 | 0 | 3 | 14 | 17 | -3  | 9  |
| Виктория Пльзень | 6 | 1 | 2 | 3 | 11 | 14 | -3  | 5  |
| ЦСКА             | 6 | 0 | 2 | 4 | 6  | 13 | -7  | 2  |

### Группа H
| Команда           | И | В | Н | П | ГЗ | ГП | РГ  | О  |
| ----------------- | - | - | - | - | -- | -- | --- | -- |
| Манчестер Юнайтед | 6 | 5 | 1 | 0 | 20 | 7  | +13 | 16 |
| Ювентус           | 6 | 3 | 1 | 2 | 11 | 11 | 0   | 10 |
| Янг Бойз          | 6 | 2 | 1 | 3 | 12 | 15 | -3  | 7  |
| Валенсия          | 6 | 0 | 1 | 5 | 4  | 14 | -10 | 1  |

## Путь национальных чемпионов
В Пути национальных чемпионов 32 команды проводят два раунда двухматчевых противостояний с матчами дома и в гостях. Жеребьёвка прошла 4 сентября 2018. Сеяных команд не было, но перед жеребьёвкой 32 команды были поделены на четыре группы, определённые по спортивному и географическому признаку. В первом раунде команды из одной группы сыграют друг против друга. Во втором раунде победители группы 1 сыграют против победителей группы 2, победители группы 3 сыграют против победителей группы 4, а порядок матчей был определён жеребьёвкой.
В случае, если после основного времени ответного матча общий счёт остаётся равным, для определения победителя используется правило гола, забитого на чужом поле. В случае, если команды по-прежнему равны, победитель определяется в серии пенальти (дополнительное время не играется).

### Первый раунд
Первые матчи прошли 2-4 октября, ответные — 23 и 24 октября 2018. 16 победителей первого раунда попали во второй раунд.
| Команда 1     | Итог      | Команда 2            | 1-й матч | 2-й матч |
| ------------- | --------- | -------------------- | -------- | -------- |
| Вииторул      | 0:3       | Динамо Загреб        | 0:1      | 0:2      |
| Челси         | 14:1      | Мольде               | 10:1     | 4:0      |
| Минск         | 4:3       | Иллеш Академия       | 1:0      | 3:3      |
| Габала        | 4:2       | Шериф                | 1:1      | 3:1      |
| Динамо Киев   | 6:1       | Септември            | 1:0      | 5:1      |
| Базель        | 4:4       | Гамильтон Академикал | 2:2      | 2:2      |
| Анжи          | 3:5       | Маккаби Тель-Авив    | 3:2      | 0:3      |
| КР Рейкьявик  | 1:3       | Эльфсборг            | 1:2      | 0:1      |
| Сигма Оломоуц | 7:3       | Марибор              | 4:1      | 3:2      |
| Андерлехт     | 1:1 (г.в) | Адмира Ваккер        | 0:0      | 1:1      |
| АЕЛ           | 1:4       | ПАОК                 | 1:2      | 0:2      |
| Алтынорду     | 3:2       | ХИК                  | 1:1      | 2:1      |
| Мидтьюлланн   | 4:2       | Богемианс            | 2:1      | 2:1      |
| Жилина        | 1:7       | Монпелье             | 1:5      | 0:2      |
| Герта         | 5:2       | Лех                  | 2:0      | 3:2      |
| Астана        | 7:1       | Влажния              | 3:1      | 4:0      |

### Второй раунд
Первые матчи прошли 6 и 7 ноября, ответные — 27 и 28 ноября 2018. 8 победителей второго раунда попали в стыковые матчи, где к ним присоединились восемь команд, занявших вторые места в группах Пути Лиги чемпионов УЕФА.
| Команда 1     | Итог      | Команда 2            | 1-й матч | 2-й матч |
| ------------- | --------- | -------------------- | -------- | -------- |
| Андерлехт     | 2:3       | Динамо Киев          | 1:1      | 1:2      |
| Астана        | 2:4       | Динамо Загреб        | 1:1      | 1:2      |
| Габала        | 1:4       | Герта                | 1:3      | 0:1      |
| Сигма Оломоуц | 3:3 (г.в) | Маккаби Тель-Авив    | 1:1      | 2:2      |
| ПАОК          | 3:1       | Минск                | 2:1      | 1:0      |
| Алтынорду     | 2:5       | Монпелье             | 2:4      | 0:1      |
| Эльфсборг     | 0:9       | Челси                | 0:3      | 0:6      |
| Мидтьюлланн   | 4:1       | Гамильтон Академикал | 2:0      | 2:1      |

## Стыковые матчи
В стыковых матчах 16 команд делятся на восемь пар, в которых играется по одному матчу. Восемь победителей второго раунда Пути национальных чемпионов сыграют дома с командами, занявшими вторые места в группах Пути Лиги чемпионов УЕФА. Команды из одной ассоциации не могут сыграть друг с другом.
В случае, если после основного времени счёт равный, победитель определяется в серии пенальти (дополнительное время не играется).
Стыковые матчи пройдут 19-20 февраля 2019. Восемь победителей стыковых матчей попадут в 1/8 финала.
| Команда 1     | Счёт         | Команда 2         |
| ------------- | ------------ | ----------------- |
| Герта         | 2:1          | Пари Сен-Жермен   |
| Динамо Загреб | 1:1 (п. 4:5) | Локомотив         |
| Челси         | 3:1          | Монако            |
| ПАОК          | 0:1          | Тоттенхэм Хотспур |
| Динамо Киев   | 3:0          | Ювентус           |
| Мидтьюлланн   | 1:1 (п. 4:2) | Рома              |
| Сигма Оломоуц | 0:2          | Олимпик Лион      |
| Монпелье      | 2:1          | Бенфика           |

## Плей-офф
В плей-офф 16 команд сыграют в турнире на выбывание, в каждой паре будет сыграно по одному матчу. Жеребьёвка прошла 22 февраля 2019. Механизм жеребьёвок для каждого раунда следующий:
- В жеребьёвке 1/8 финала восемь победителей групп Пути Лиги чемпионов УЕФА сыграют против восьми победителей стыковых матчей. Команды из одной группы Пути Лиги чемпионов УЕФА не могут сыграть друг с другом, но команды из одной ассоциации могут сыграть друг с другом. Жеребьёвка также определит хозяев каждого из матчей 1/8 финала.
- В жеребьёвке четвертьфиналов и последующих раундов нет посева, и команды из одной группы и одной ассоциации могут сыграть друг с другом. Жеребьёвка также определяет хозяина каждого из четвертьфинальных матчей и номинальных «хозяев» полуфинальных матчей и финала (которые проводятся на нейтральном стадионе).

В случае, если после основного времени счёт равный, победитель определяется в серии пенальти (дополнительное время не играется)

### Сетка турнира
| 1/8 финала        | 1/8 финала |  |               | 1/4 финала | 1/4 финала |  |  | 1/2 финала | 1/2 финала |  |  | Финал     | Финал |
|                   |            |  |               |            |            |  |  |            |            |  |  |           |       |
| Хоффенхайм        | 0 (4)      |  |               |            |            |  |  |            |            |  |  |           |       |
| Динамо Киев       | 0 (2)      |  |               | Хоффенхайм | 4          |  |  |            |            |  |  |           |       |
| Атлетико Мадрид   | 1          |  | Реал Мадрид   | 2          |            |  |  |            |            |  |  |           |       |
| Реал Мадрид       | 2          |  |               |            |            |  |  | Хоффенхайм | 0          |  |  |           |       |
| Локомотив         | 2          |  |               |            |            |  |  | Локомотив  | 3          |  |  |           |       |
| Тоттенхэм Хотспур | 0          |  |               | Локомотив  | 3          |  |  |            |            |  |  |           |       |
| Митьюлланд        | 3          |  | Митьюлланд    | 0          |            |  |  |            |            |  |  |           |       |
| Манчестер Юнайтед | 1          |  |               |            |            |  |  |            |            |  |  | Локомотив | 3     |
| Барселона         | 3          |  |               |            |            |  |  |            |            |  |  | Челси     | 1     |
| Герта             | 0          |  |               | Барселона  | 3          |  |  |            |            |  |  |           |       |
| Лион              | 2 (6)      |  | Лион          | 2          |            |  |  |            |            |  |  |           |       |
| Аякс              | 2 (5)      |  |               |            |            |  |  | Барселона  | 2 (4)      |  |  |           |       |
| Челси             | 2          |  |               |            |            |  |  | Челси      | 2 (5)      |  |  |           |       |
| Монпелье          | 1          |  |               | Челси      | 2 (4)      |  |  |            |            |  |  |           |       |
| Динамо Загреб     | 1 (4)      |  | Динамо Загреб | 2 (2)      |            |  |  |            |            |  |  |           |       |
| Ливерпуль         | 1 (3)      |  |               |            |            |  |  |            |            |  |  |           |       |

### 1/8 финала
Матчи были сыграны 12 и 13 марта 2019 года.
| Команда 1       | Счёт         | Команда 2         |
| --------------- | ------------ | ----------------- |
| Хоффенхайм      | 0:0 (п. 4:2) | Динамо Киев       |
| Атлетико Мадрид | 1:2          | Реал Мадрид       |
| Порту           | 2:0          | Тоттенхэм Хотспур |
| Мидтьюлланд     | 3:1          | Манчестер Юнайтед |
| Барселона       | 3:0          | Герта             |
| Олимпик Лион    | 2:2 (п. 6:5) | Аякс              |
| Челси           | 2:1          | Монпелье          |
| Динамо Загреб   | 1:1 (п. 4:3) | Ливерпуль         |

### 1/4 финала
Матчи были сыграны 2 и 3 апреля 2019 года.
| Команда 1  | Счёт         | Команда 2     |
| ---------- | ------------ | ------------- |
| Хоффенхайм | 4:2          | Реал Мадрид   |
| Порту      | 3:0          | Мидтьюлланд   |
| Барселона  | 3:2          | Олимпик Лион  |
| Челси      | 2:2 (п. 4:2) | Динамо Загреб |

### 1/2 финала
Матчи были сыграны в Ньоне 26 апреля 2019 года на стадионе «Коловрэ».
| Команда 1  | Счёт         | Команда 2 |
| ---------- | ------------ | --------- |
| Хоффенхайм | 0:3          | Порту     |
| Барселона  | 2:2 (п. 4:5) | Челси     |

### Финал
Финальный матч турнира состоялся в Ньоне 29 апреля 2019 года на стадионе «Коловрэ».
| Команда 1 | Счёт | Команда 2 |
| --------- | ---- | --------- |
| Порту     | 3:1  | Челси     |